# عين قيشر
عين قيشر هي قرية أمازيغية جبلية مغربية غرب المملكة. تنتمي عين قيشر لإقليم خريبكة. تضم هذه الجماعة القروية 5.008 نسمة (إحصاء 2004).